# Taguan
Der Taguan (Petaurista petaurista) ist ein Nagetier aus der Gattung der Riesengleithörnchen. Er lebt in dichten Waldgebieten Asiens – von Kaschmir bis Südchina, auf Sri Lanka, Borneo und Java.

## Merkmale
Der Taguan ist im Vergleich zu anderen Hörnchen relativ groß mit einer Kopf-Rumpf-Länge von durchschnittlich etwa 40 Zentimetern, sein Schwanz hat eine Länge von durchschnittlich 42 Zentimeter. Das Körpergewicht beträgt durchschnittlich 1750 Gramm. Die Körperfarbe variiert regional, in der Regel besitzen die Tiere ein rötlich-braunes Fell und eine helle Bauchseite.
Der Taguan hat eine große und behaarte Flughaut, die Hand- und Fußgelenke miteinander verbindet und durch eine Hautfalte zwischen den Hinterbeinen und dem Schwanzansatz vergrößert wird. Die Flughaut ist muskulös und am Rand verstärkt, sie kann entsprechend angespannt und erschlafft werden, um die Richtung des Gleitflugs zu kontrollieren. Die Vorderfüße besitzen vier Finger, die Hinterfüße fünf Zehen.

## Verbreitung und Lebensraum

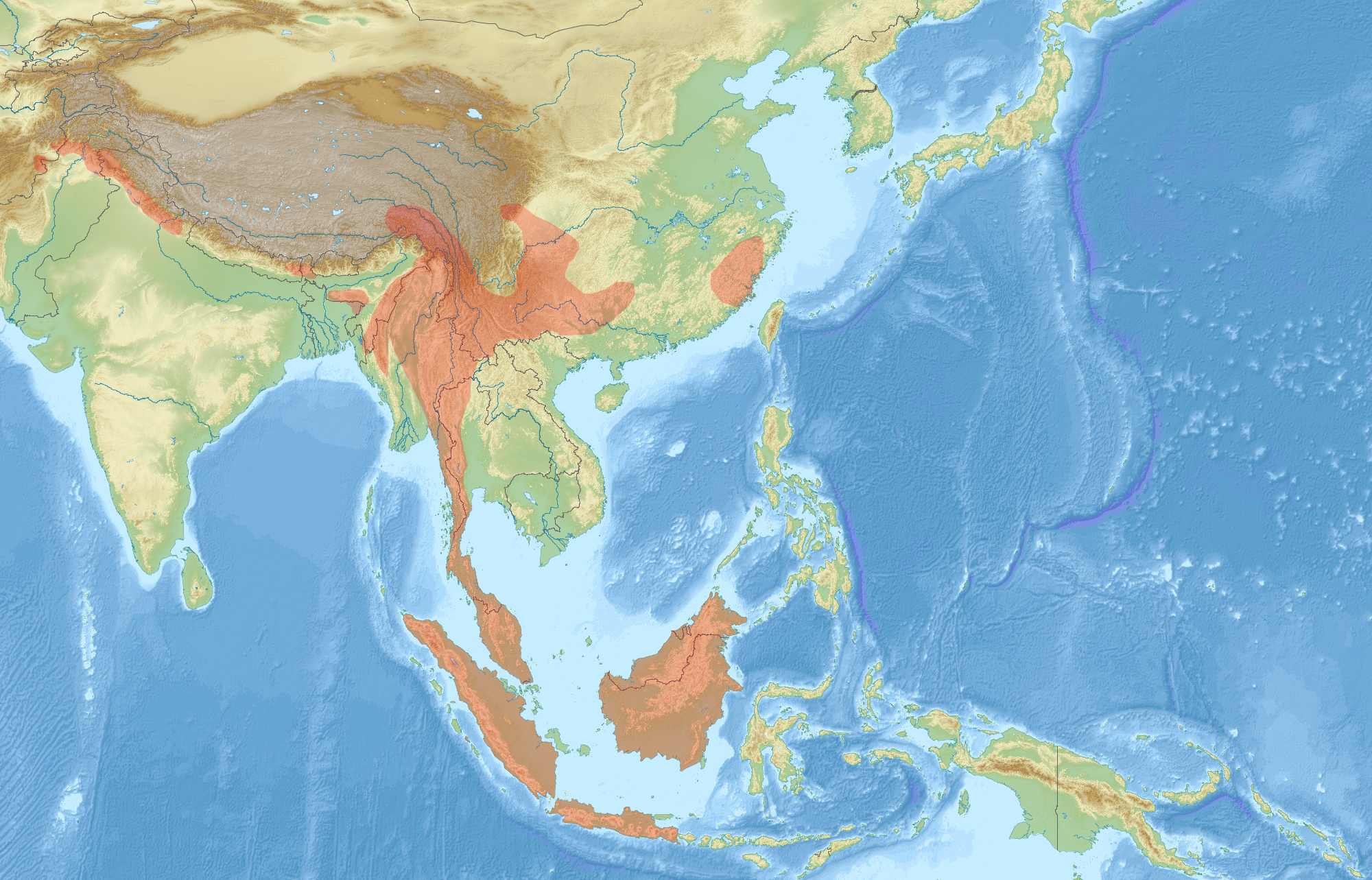
Verbreitungsgebiet des Taguans

Der Taguan besitzt ein sehr großes asiatisches Verbreitungsgebiet, das das nördliche Südasien, den Süden Chinas und Teile Südostasiens umfasst. In Südasien kommt die Art im östlichen Afghanistan, dem nördlichen Pakistan und Indien, Bhutan, Nepal sowie im östlichen Bangladesch vor. In China wurde es in den Provinzen Yunnan, Sichuan, Fujian, Guangxi und Guangdong dokumentiert. Die südostasiatische Verbreitung zieht sich über Myanmar und Thailand und über die malaiische Halbinsel bis nach Indonesien auf den Inseln Sumatra, Java und Borneo. Ein Erstnachweis eines Taguan für Laos auf einem Fleischmarkt im Bereich der Stadt Thatlouang stammt aus dem Jahr 2014, es handelt sich dabei um den am weitesten östlich liegenden Fundort der Art.
Die Höhenverbreitung reicht vor allem im Bereich des Himalaja in Nordindien bis in 3.100 Metern Höhe. Die Tiere leben vor allem in verschiedenen Waldgebieten, darunter immergrünen Laubwäldern sowie Nadel- und Buschwäldern. Zudem kommen sie in felsigen Gebieten mit weniger Vegetation vor.

## Lebensweise

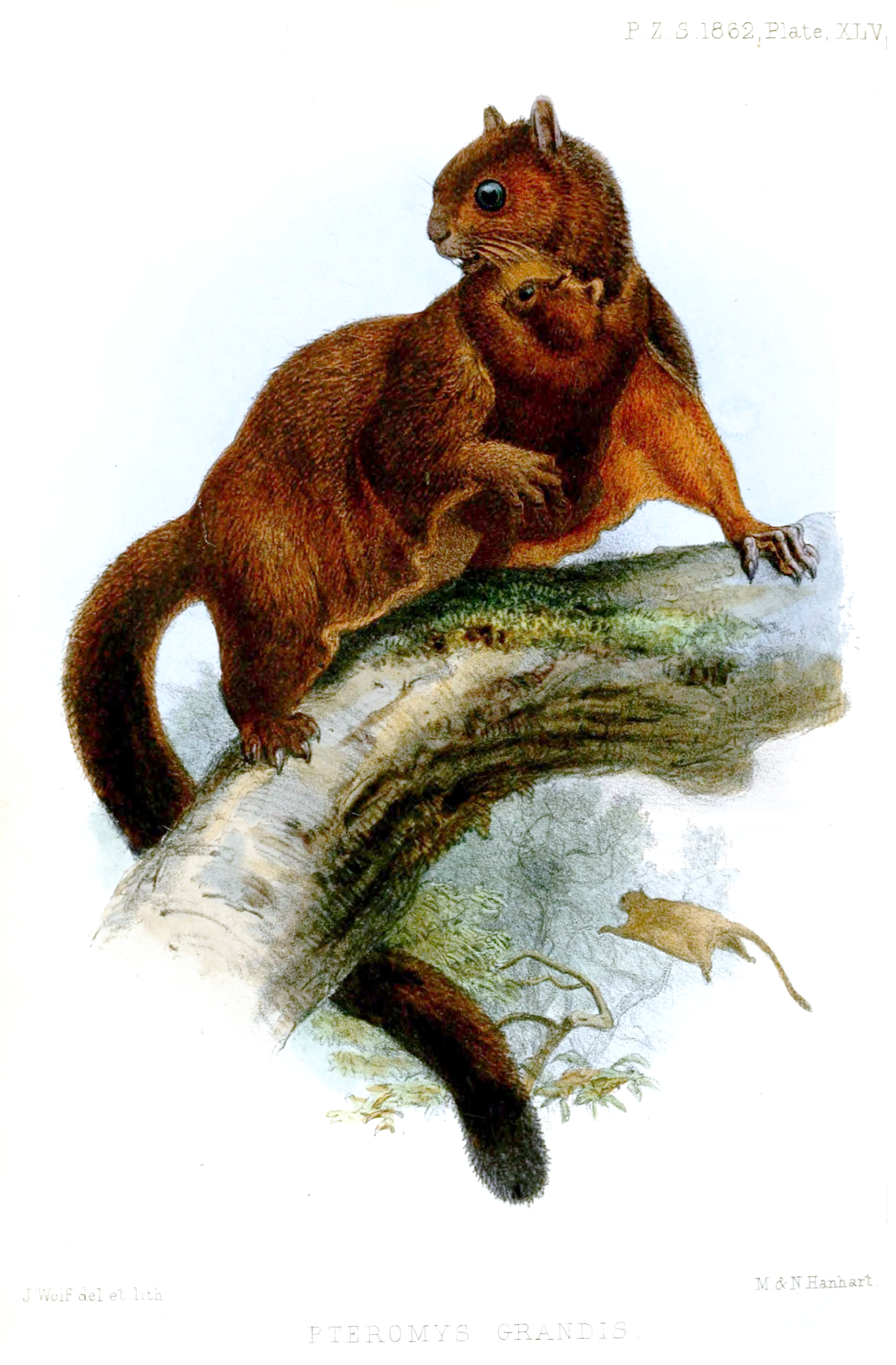
Der Taguan in einer Darstellung von 1862

Taguane sind nachtaktiv und haben ihre Hauptaktivitätszeiten am frühen Abend. Sie ernähren sich von Zapfen, kleinen Zweigen, jungen Blättern und Blütenknospen, saisonal kommen Nüsse und Früchte hinzu. Tagsüber verstecken sie sich in hohlen Bäumen, um in der Abenddämmerung auf Futtersuche zu gehen. Die Tiere sind gute Kletterer und sie sind in der Lage, lange Gleitflüge von bis zu 75 Metern durchzuführen. Hierfür springen sie von hohen Positionen, in der Regel Baumspitzen oder hohen Ästen, und kontrollieren den Flug über die muskulöse Flughaut. Während sie ruhen, falten sie die Flughaut und behalten sie nahe am Körper.
Die Tiere leben allein, paarweise oder in Familiengruppen, über ihre Fortpflanzung ist nicht viel bekannt. Offenbar werfen die Weibchen zweimal im Jahr, im März und August, in einem eigens dafür gebauten Nest zwei bis drei Jungtiere pro Wurf. In Gefangenschaft erreichen die Tiere ein Alter von bis zu 16 Jahren.
Obwohl es in den Gebieten, in denen der Taguan vorkommt, im Winter teilweise sehr kalt werden, halten sie keinen Winterschlaf. Es wird jedoch angenommen, dass sie in Gebiete mit größerem Nahrungsaufkommen ziehen.

## Systematik
Der Taguan wird als eine von aktuell acht Arten der Gattung der Riesengleithörnchen (Petaurista) zugeordnet. Wilson & Reeder 2005 unterscheiden insgesamt 18 Unterarten, wobei der mittlerweile als eigene Art betrachtete Petaurista philippensis ursprünglich ebenfalls eine Unterart war. Für die Art wird eine Revision vorgeschlagen, da angenommen wird, dass es sich um eine Zusammenfassung mehrerer sehr ähnlicher Arten handelt.

## Bedrohung und Schutz
Die Art wird von der International Union for Conservation of Nature and Natural Resources (IUCN) aufgrund der Bestandsgröße und des großen Verbreitungsgebietes als nicht gefährdet (least concern) eingestuft. Lokal ist die Population rückläufig, vor allem aufgrund der Lebensraumveränderung und der Umwandlung von Waldgebieten in landwirtschaftlich genutzte Flächen. Allerdings kommt die Art in mehreren geschützten Gebieten vor, in denen kein Rückgang der Bestände anzunehmen ist.

## Belege
1. 1 2 3 4 5  Sarah Newlin, James Bradshaw: Petaurista petaurista im Animal Diversity Net.
2. 1 2 3 4 5  Petaurista petaurista in der Roten Liste gefährdeter Arten der IUCN 2011. Eingestellt von: J. Walston, J.W. Duckworth, S.U. Sarker, S.  Molur, 2008. Abgerufen am 23. Mai 2012.
3. ↑  Daosavanh Sanamxay, Bounsavane Douangboubpha1, Sara Bumrungsri, Chutamas Satasook, Paul J.J. Bates: A summary of the taxonomy and distribution of the red giant flying squirrel, Petaurista petaurista (Sciuridae, Sciurinae, Pteromyini), in mainland Southeast Asia with the first record from Lao PDR. Mammalia, August 2014. doi:10.1515/mammalia-2014-0005.
4. 1 2  Petaurista petaurista In: Don E. Wilson, DeeAnn M. Reeder (Hrsg.): Mammal Species of the World. A taxonomic and geographic Reference. 2 Bände. 3. Auflage. Johns Hopkins University Press, Baltimore MD 2005, ISBN 0-8018-8221-4.